# Mykola Kucharevič
Mykola Igorovič Kucharevič (ukrajinsky Кухаревич Микола Ігорович; * 1. července 2001, Udrytsk) je ukrajinský fotbalový útočník a bývalý mládežnický reprezentant do 21 a 23 let, od července 2025 hráč slovenského klubu ŠK Slovan Bratislava. Mimo Ukrajinu působil na klubové úrovni v Belgii, ve Francii a Velké Británii (Skotsku a Walesu). Nastupuje na pozici středního útočníka.

## Klubová kariéra
Je odchovanec mužstva FK Volyň Luck, kde začal svoji fotbalovou kariéru.

### FK Ruch Lvov
V únoru 2020 přestoupil do áčka Ruchu Lvov tehdy působícího ve druhé nejvyšší soutěži. Ligovou premiéru v dresu Ruchu si odbyl ve 20. kole hraném 7. července 2020 proti klubu FC Ahrobiznes Volochysk (prohra 2:3), na hrací plochu přišel v 61. minutě. Během tohoto angažmá vstřelil čtyři ligové góly, konkrétně dva v sezoně 2019/20 v soubojích s týmy FK Hirnyk-Sport Horišni Plavni (výhra 2:1) a FK Avanhard Kramatorsk (výhra 4:0) a stejný počet v následujícím ročníku proti mužstvům SK Dnipro-1 (výhra 4:1) a FK Kolos Kovalivka (výhra 2:1). Na jaře 2020 postoupil s Lvovem do Premjer-lihy.

### Troyes AC (+ hostování OH Leuven)
Před sezonou 2021/22 odešel na přestup údajně za 300 tisíc eur do francouzského klubu Troyes AC v té době hrajícího Ligue 1, kde debutoval ve střetnutí s týmem Paris Saint-Germain FC. V mužstvu však odehrál jen dva zápasy a zamířil za větším vytížením hostovat do Belgie do celku OH Leuven, ale ani zde příliš nenastupoval.

### Hibernian FC (hostování)
V srpnu 2022 odešel na další hostování, konkrétně do skotského klubu Hibernian FC. Premiéru v lize v dresu Hibernianu zažil 17. září 2022 v duelu s týmem Aberdeen FC (výhra 3:1), nastoupil na 85 minut. Své první ligové branky během tohoto působení si připsal v rozmezí 12. až 14. kola, kdy dal po jednom gólu do sítí mužstev St. Johnstone FC (prohra 1:2), St. Mirren FC (výhra 3:0) a v odvetě s Aberdeenem (prohra 1:4). Počtvrté v ročníku v lize skóroval v duelu s celkem Livingston F.C., když v nastavení druhého poločasu zvyšoval na konečných 4:1. Svoji pátou ligovou branku v sezoně zaznamenal 9. dubna 2023 ve 31. kole v souboji s klubem Dundee United FC (prohra 1:2), trefil se v 70. minutě.

### Swansea City AFC
Po povedeném angažmá v Hibernianu přestoupil v létě 2022 podle webu transfermakt.com za dva miliony eur z Troyesu do tehdy druholigového týmu Swansea City AFC z Walesu. Ligový debut zde zažil 26. srpna 2023 proti mužstvu Preston North End FC. Na trávník přišel v 84. minutě, ale konečné venkovní prohře 1:2 nezabránil. Poprvé a zároveň i naposledy za Swansea se střelecky prosadil v devátém kole v souboji s klubem Millwall FC při vítězství 3:0 venku.

### Hibernian FC (druhé hostování)
Před sezonou 2024/25 se vrátil hostovat do Hibernianu. Obnovenou premiéru v lize za Hibernian FC si odbyl proti St. Mirrenu (prohra 0:3), na hrací plochu zamířil v 73. minutě. Svůj první ligový gól po návratu dal v pátém kole hraném 14. září 2024 do sítě celku St. Johnstone FC (výhra 2:0). Podruhé v lize po návratu vsítil branku v devátém kole, kdy otevřel střelecký účet utkání s týmem Heart of Midlothian FC (remíza 1:1). Následně zaznamenal přesný střelecký ligový zásah 30. listopadu 2024 v duelu s mužstvem Motherwell FC (výhra 3:0), když ve 38. minutě zvyšoval na průběžných 2:0. Počtvrté a popáté v lize v tomto ročníku se trefil v soubojích s Dundee United při dvou výhrách 3:1. Svůj šestý ligový gól v sezoně si připsal 14. května 2025 ve 31. kole v odvetě se St. Mirrenem (remíza 2:2). V ročníku 2024/2025 skončil s Hibernianem na konečném třetím místě tabulky.

### ŠK Slovan Bratislava
V červnu 2025 zamířil za nespecifikovanou částku na přestup do slovenského klubu ŠK Slovan Bratislava, se kterým uzavřel čtyřletý kontrakt a rozšířil konkurenci na hrotu útoku k Davidu Strelcovi. Ligový debut v dresu Slovanu zažil v úvodním kole proti tehdejšímu nováčkovi ligy Tatranu Prešov (remíza 2:2), odehrál celý zápas a ve 31. minutě dal úvodní branku střetnutí.

## Klubové statistiky
Aktuální k 19. červnu 2025
| Sezona    | Klub                 | Soutěž               | Zápasy | Góly |
| --------- | -------------------- | -------------------- | ------ | ---- |
| 2019/2020 | FK Ruch Lvov         | Perša liha           | 6      | 2    |
| 2020/2021 | FK Ruch Lvov         | Premjer-liha         | 18     | 2    |
| 2021/2022 | Troyes AC            | Ligue 1 Uber Eats    | 2      | 0    |
| 2021/2022 | OH Leuven (host.)    | Jupiler PL           | 6      | 0    |
| 2022/2023 | OH Leuven (host.)    | Jupiler PL           | 4      | 0    |
| 2022/2023 | Hibernian FC (host.) | cinch Premiership    | 15     | 5    |
| 2023/2024 | Swansea City AFC     | Sky Bet Championship | 10     | 1    |
| 2024/2025 | Hibernian FC (host.) | WH Premiership       | 25     | 6    |
| 2025/2026 | ŠK Slovan Bratislava | Niké liga            |        |      |